# (171521) 1999 CH3
1999 سي إتش 3 (ويعرف أيضًا باسم (171521) 1999 سي إتش 3 وفق تسمية الكوكب الصغير) (بالإنجليزية: 1999 CH3)‏ هو كويكب ضمن حزام الكويكبات؛ وترتيبه 171521 من حيث الاكتشاف.
اكتُشف هذا الجُرم الفلكي بواسطة تاكيشي أوراتا ‏ في 7 فبراير 1999.

## وصلات خارجية
- (171521) 1999 CH3 في قاعدة بيانات مختبر الدفع النفاث لأجرام النظام الشمسي الصغيرة

- الاكتشاف · مخطط المدار ·  العناصر المدارية · المعلمات المادية

- (171521) 1999 CH3 على موقع ويكي سكاي: DSS2, SDSS, GALEX, IRAS, Hydrogen α, X-Ray, Astrophoto, Sky Map, Articles and images